# 코시치에지나군

포모제주 지도에 표시된 코시치에지나군의 위치

코시치에지나군(폴란드어: powiat kościerski)은 폴란드 포모제주에 위치한 군으로 군청 소재지는 코시치에지나이며 면적은 1,165.85km2, 인구는 72,589명(2019년 기준), 인구 밀도는 62명/km2이다.
북쪽으로는 카르투지군, 동쪽으로는 그단스크군, 스타로가르트군, 남쪽으로는 호이니체군, 서쪽으로는 비투프군과 접한다. 8개 지방 자치체(1개 도시, 7개 농촌)를 관할한다.

군기
군 문장